# Mohammad Daneshgar
Mohammad Daneshgar Sanjavan Marreh (en persa: محمد دانشگر سنجوانمره‎; Borazjan, Bushehr, 20 de enero de 1994) es un futbolista iraní que juega en la demarcación de delantero para el Sepahan FC de la Iran Pro League.

## Selección nacional
Hizo su debut con la selección de fútbol de Irán el 7 de septiembre de 2023 en un partido amistoso contra Bulgaria, que finalizó con un resultado de 0-1 a favor del combinado iraní tras el gol de Mohammad Mohebi.

## Clubes
| Club                  | País | Año       | Partidos | Goles |
| --------------------- | ---- | --------- | -------- | ----- |
| Fajr Sepasi Shiraz FC | Irán | 2012-2015 | 24       | 1     |
| Naft Tehran FC        | Irán | 2015-2017 | 43       | 2     |
| Saipa FC              | Irán | 2017-2018 | 27       | 1     |
| Esteghlal FC          | Irán | 2018-2022 | 115      | 12    |
| Sepahan FC            | Irán | 2022-     | 77       | 3     |